# Nepenthes vieillardii
Nepenthes vieillardii är en tvåhjärtbladig växtart som beskrevs av Joseph Dalton Hooker. Nepenthes vieillardii ingår i släktet Nepenthes och familjen Nepenthaceae. Inga underarter finns listade i Catalogue of Life.

## Bildgalleri

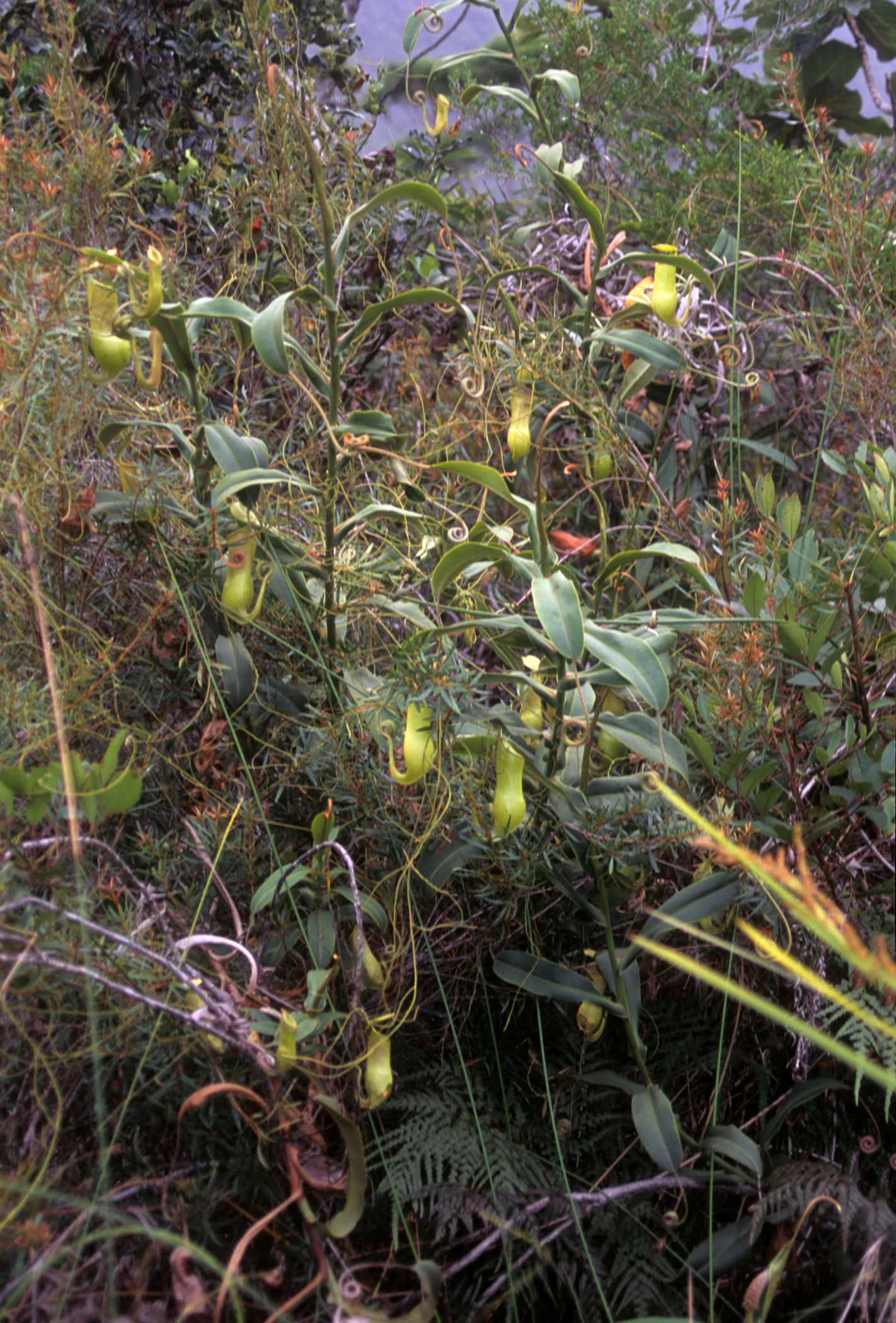
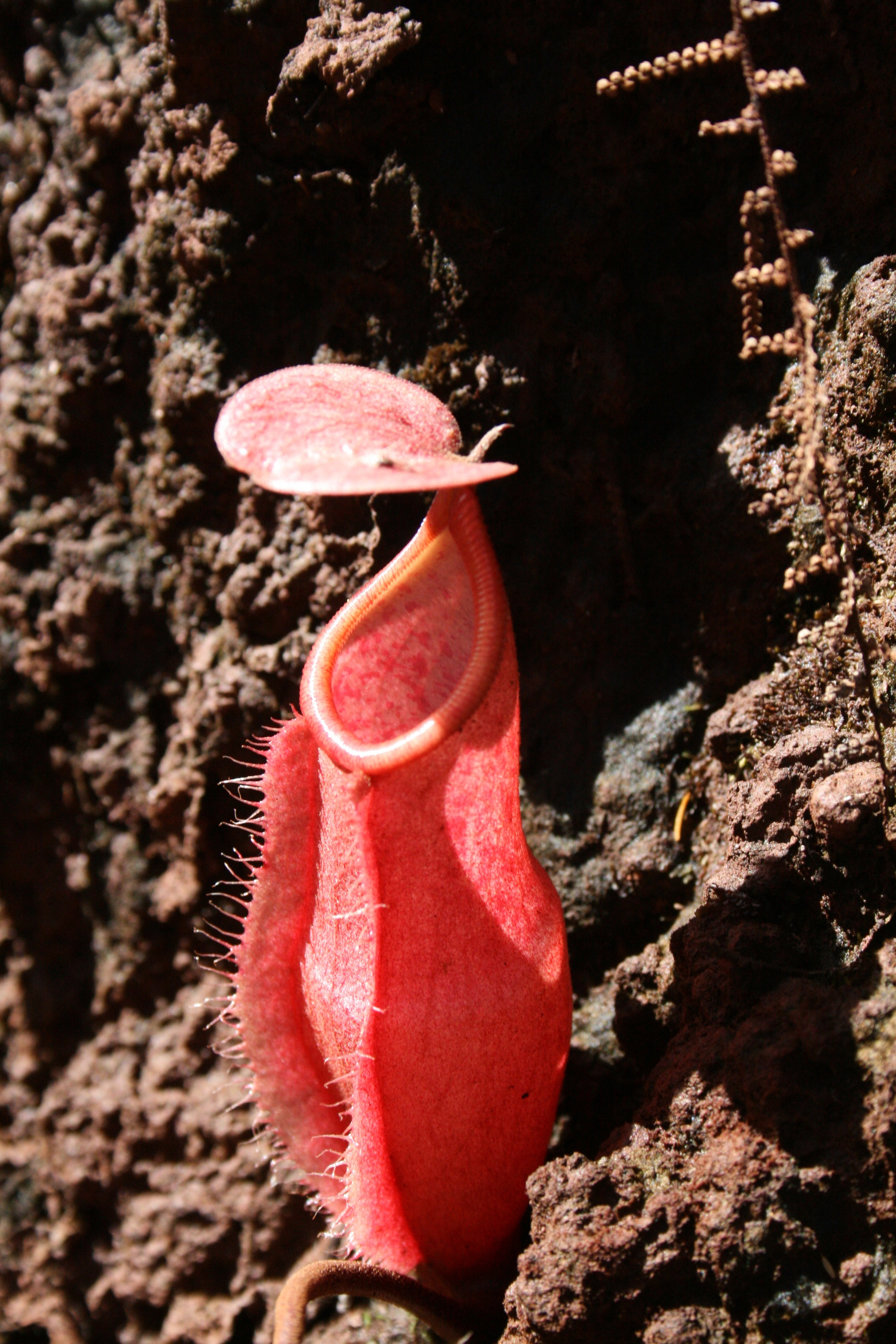